# Блажів (гміна)
Гміна Блажів — колишня (1934—1939 рр.) сільська ґміна Самбірського повіту Львівського воєводства Польської республіки (1918—1939) рр. Центром ґміни було село Блажів.

1 серпня 1934 р. було створено ґміну Блажів у Самбірському повіті. До неї увійшли сільські громади: Блажув, Черхава, Лопушна, Лукавіца, Манастежец, Сприня Мала, Сприня Вєлька, Воля Блажовска, Звур.
  
У 1934 р. територія ґміни становила 97,8 км². Населення ґміни станом на 1931 рік становило 6 150 особи. Налічувалось 1 055 житлових будинків. 

На початку Другої світової війни в першій середині вересня 1939 р. територія ґміни була зайнята німецькими військами, але відповідно до Пакту Молотова — Ріббентропа 26 вересня територія ґміни була передана СРСР. Гміна ліквідована в 1940 р. у зв’язку з утворенням Старосамбірського району.